# Geraldine Brooks (Schriftstellerin)

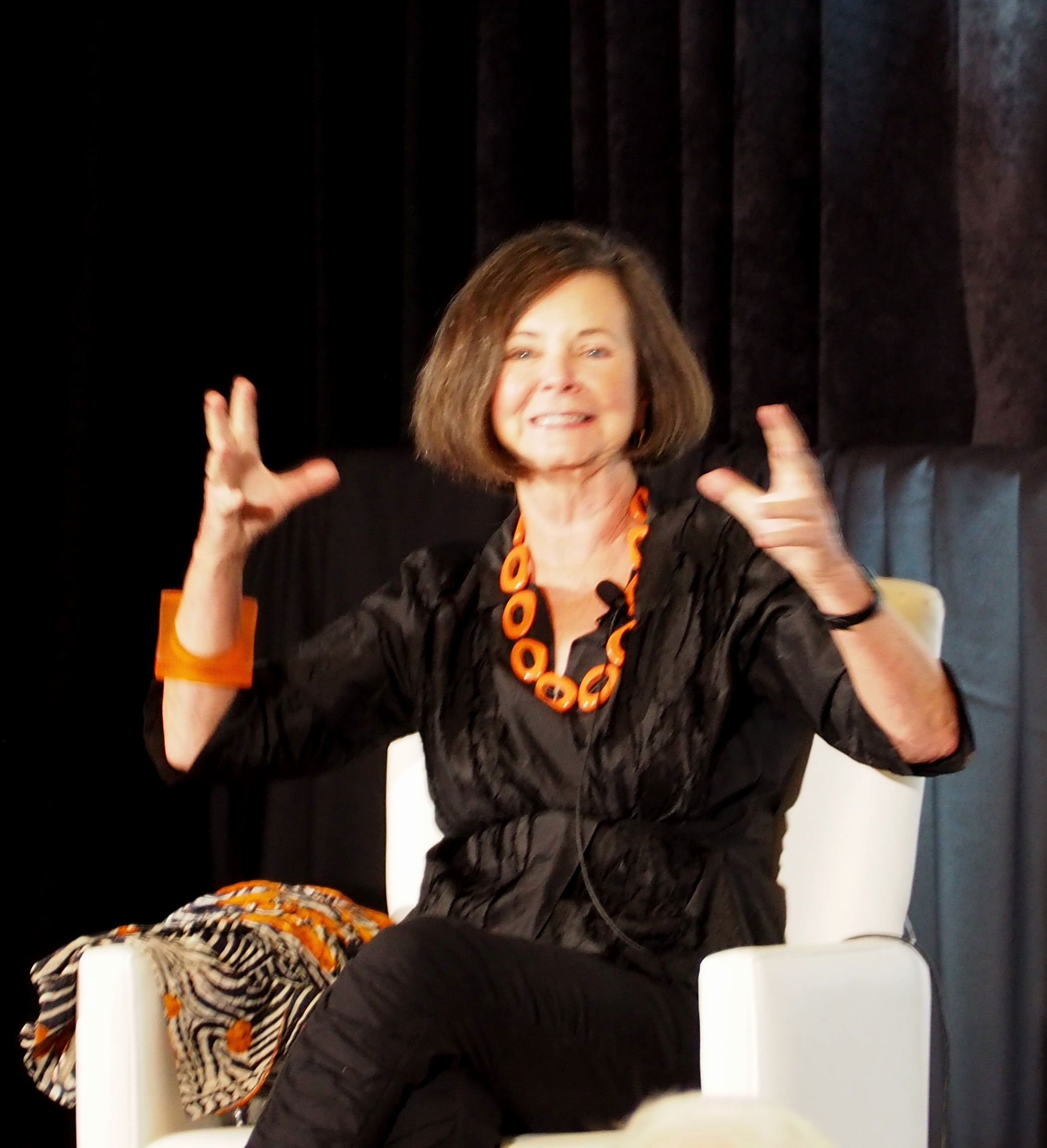
Brooks beim National Book Festival (2022)

Geraldine Brooks (* 14. September 1955 in Sydney) ist eine australische Journalistin und Schriftstellerin.
Nach ihrem Studium an der Sydney University und ersten beruflichen Erfahrungen als Reporterin für den Sydney Morning Herald arbeitete sie von 1983 bis Mitte der 1990er Jahre als Auslandskorrespondentin für das Wall Street Journal.
Ihr erstes Buch, Die Töchter Allahs, in dem sie ihre Erfahrungen unter muslimischen Frauen im Nahen Osten schildert, erschien 1994. Es entwickelte sich zu einem internationalen Bestseller und wurde in 17 Sprachen übersetzt.
Nach Die Berber-Frauen (1997), Erinnerungen an ihre Reisen durch den Norden Afrikas, erschien 2001 unter dem Titel Das Pesttuch ihr erster Roman.
2005 veröffentlichte sie ihr Buch March (deutsch Auf freiem Feld), einen Roman, der den Stoff des amerikanischen Romanklassikers Little Women von Louisa May Alcott aufgreift und eine Liebesgeschichte vor dem Hintergrund des Sezessionskrieges beschreibt. Das Buch wurde 2006 mit dem Pulitzer-Preis für Fiktion ausgezeichnet. Die Hauptfigur des Romans ist ein protestantischer Prediger in den Nordstaaten, der sein gesamtes Vermögen in den Kampf gegen die Sklaverei investiert und damit die gesamte Familie in Armut stürzt. March meldet sich schließlich freiwillig als Feldprediger zum Dienst in der Nordstaatenarmee und landet schließlich auf einer befreiten Plantage in den Südstaaten. Als ein Guerillatrupp der Südstaatenarmee die Plantage überfällt, wird March schwer verletzt und kommt in ein Truppenhospital in New York. Als seine Frau ihn dort besucht, stellt sie fest, dass die positiven Berichte, die ihr ihr Mann von der Front geschickt hatte, allesamt gelogen waren.
In den Folgejahren veröffentlichte Brooks die Romane Die Hochzeitsgabe (2008) und Insel zweier Welten (2012). Der Titel The Secret Chord aus dem Jahr 2015 wurde bislang nicht auf Deutsch veröffentlicht. Im Jahr 2023 folgte der Roman Das Gemälde (2023).
Geraldine Brooks wurde 2010 mit dem Dayton Literary Peace Prize für ihr Lebenswerk geehrt. Für ihren Roman Das Gemälde erhielt sie 2023 den Anisfield-Wolf Book Award in der Kategorie „Fiction“. 2024 wurde sie zum Mitglied der American Philosophical Society gewählt.
Brooks war von 1984 bis zu seinem Tod im Mai 2019 mit dem Journalisten und Pulitzer-Preisträger Tony Horwitz verheiratet.

## Werke
- Die Töchter Allahs. Bertelsmann, München 1994, ISBN 978-3-570-12172-6.
- Die Berber-Frauen. Frederking und Thaler, München 1997, ISBN 978-3-89405-357-4.
- Das Pesttuch (engl. Titel: Years of wonders, 2001). Bertelsmann, München 2002, ISBN 978-3-570-00673-3.
- Auf freiem Feld (engl. Titel: March, 2005). btb, München 2005, ISBN 978-3-442-73313-2.
- Die Hochzeitsgabe (engl. Titel: People of the Book, 2008). btb, München 2008, ISBN 978-3-442-75211-9.
- Insel zweier Welten (engl. Titel: Caleb's crossing, 2011).  btb, München 2012, ISBN 978-3-442-74391-9.
- Das Gemälde (engl. Titel: Horse, 2022). btb, München 2023, ISBN 978-3-442-75997-2.
- Memorial Days. Abacus, London 2025, ISBN 978-0-349-14751-2.

## Einzelbelege
1. ↑  Dayton Literary Peace Prize - Press Release Announcing 2010 Winners (Memento des Originals vom 4. März 2016 im Internet Archive)  Info: Der Archivlink wurde automatisch eingesetzt und noch nicht geprüft. Bitte prüfe Original- und Archivlink gemäß Anleitung und entferne dann diesen Hinweis.

| Personendaten    | Personendaten                                  |
| ---------------- | ---------------------------------------------- |
| NAME             | Brooks, Geraldine                              |
| KURZBESCHREIBUNG | australische Journalistin und Schriftstellerin |
| GEBURTSDATUM     | 14. September 1955                             |
| GEBURTSORT       | Sydney                                         |